# Kamienica Turnauów w Krakowie
Kamienica Turnauów (znana także jako Kamienica Pod Matką Boską) – zabytkowa kamienica znajdująca się w Krakowie, w dzielnicy I Stare Miasto na rogu ulic Łobzowskiej 28 oraz H. Siemiradzkiego 2–4, na Piasku.

## Historia
Kamienica została wzniesiona w latach 1889–1891 według projektu architekta Jana Zawiejskiego dla radcy krakowskiego magistratu Jana Ludwika Turnaua i jego żony Karoliny. Był to pierwszy budynek w Krakowie zaprojektowany przez Zawiejskiego. W 1899 Turnau zmarł, a rok później jego żona sprzedała kamienicę.
Kamienica została wpisana do gminnej ewidencji zabytków.
W 2015 roku kamienicę nabył nowy właściciel, który przywrócił jej dawną świetność. W latach 2015–2017 przeprowadzono gruntowny remont z zachowaniem oryginalnych elementów architektonicznych. Zachowały się takie elementy jak: oryginalne lastriko, dekoracyjne aniołki nad drzwiami do niektórych pomieszczeń, częściowo stiuki (w pozostałych pomieszczeniach zostały odtworzone na wzór istniejących), klatka schodowa wraz ze schodami z piaskowca i poręczą. Odtworzona została natomiast zgodna z oryginałem stolarka okien i drzwi.
Od 2017 w kamienicy mieści się hotel apartamentowy – Belle Epoque Residence.

## Architektura
Kamienica reprezentuje styl manieryzmu północnego i pod względem formy nawiązuje do XVI-wiecznych kamienic gdańskich zaprojektowanych przez Antonima van Obberghena. Fasada budynku charakteryzuje się kontrastowym zestawieniem dwóch materiałów budowlanych: kamienia i cegły. Oprócz motywu kolorystycznego uzyskanego w wyniku tego połączenia kamienica została wzbogacona licznymi elementami dekoracyjnymi. Nad oknami trójkątnych szczytów umieszczono płaskorzeźby przedstawiające m.in. wizerunki mitologicznych bogów i afrykańskiego szamana, ozdobionych girlandami roślin i owoców wychodzących z ich ust oraz motywy maryjne. Nad drzwiami wejściowymi od strony ul. Siemiradzkiego znajduje się rzeźba Matki Bożej, od której pochodzi druga nazwa budynku – Kamienica pod Matką Boską.
Na parterze budynku zaprojektowano pomieszczenia sklepowe i dwa mieszkania, w tym jedno dla dozorcy budynku. Pierwsze piętro przeznaczono na sypialnie i kuchnię dla rodziny Turnauów. Mieściło się tam: sześć pokoi, dwa przedpokoje oraz weranda. Na drugim piętrze znalazły się dwa mieszkania przeznaczone pod wynajem. Na potrzeby mieszkaniowe wykorzystywano również powierzchnię poddasza. Nie jest wiadome, co znajdowało się w pokoju na szczycie wieży wieńczącej główną fasadę.